# Іманентність
Імане́нтність (лат. immanens — «властивий, притаманний чомусь») — характеристика притаманності, властивості предмету чи явища, що випливає з його внутрішньої природи.
Імане́нтний — внутрішньо притаманний предметам або явищам, той, що випливає з їх природи.
Приклад: Іманентна філософія — суб'єктивно-ідеалістичний напрям у філософії, який проголошує об'єктивний світ іманентним (внутрішнім) змістом свідомості суб'єкта.
Звідси іманентне — це формування уяви завдяки сприйняттю інформації через канали — дотик, смак, зір, нюх та слух (див. «Сигнальна система»).